# Iker Sarriegi Etxabe
Iker Sarriegi Etxabe (Sant Sebastià, 16 d'agost de 1973) és un exfutbolista basc, que jugava com a defensa.

## Trajectòria
Comença a destacar amb la SD Eibar, qui el cedeix la temporada 93/94 al Real Unión de Irun. De nou a Eibar, Sarriegi serà un dels titulars armers durant tres anys, acumulant fins a 80 partits de Segona Divisió. Aquesta regularitat crida l'atenció de la Reial Societat, que el fitxa a inicis de la temporada 97/98.
Però, Sarriegi tan sols va poder disputar un encontre amb els donostiarres. Una greu lesió al genoll el va tenir aturat durant tres anys fins a la seua retirada l'any 2000.
Després de la seua retirada, Sarriegi s'ha desvinculat del món del futbol, tot exercint en la carrera de Dret.